# Lynn Anderson
Lynn Anderson (Grand Forks, Sjeverna Dakota, 26. rujna 1947. – Nashville, Tennessee, 30. srpnja 2015.) bila je američka country pjevačica.
Bila je kći country pjevača i tekstopisaca Liz i Caseyja Andersona. S obitelji se preselila u Sacramento u Kaliforniji, gdje je odrasla. Svoju prvu pjesmu, "Ride, Ride, Ride", koju je napisala Liz Anderson, otpjevala je za diskografsku kuću Chart Records 1966. Uz Chart Records ostaje do 1970., a onda potpisuje ugovor s Columbiom. Ta je kuća objavila album Rose Garden na kojem se nalazi njezina najpoznatija, istoimena pjesma, "Rose Garden", koju je napisao Joe South. Za tu je pjesmu Anderson 1971. dobila nagradu Grammy u kategoriji najbolje izvedbe ženskog country pjevača.

## Diskografíja

### Studijski albumi
- Ride, Ride, Ride (1967.)
- Big Girls Don't Cry (1968.)
- Promises, Promises (1968.)
- At Home With Lynn (1969.)
- With Love, from Lynn (1969.)
- I'm Alright (1970.)
- Songs That Made Country Girls Famous (1970.)
- Stay There til' I Get There (1970.)
- Uptown Country Girl (1970.)
- Rose Garden (1971.)
- You're My Man (1971.)
- How Can I Unlove You (1972.)
- Cry (1972.)
- Listen to a Country Song (1972.)
- Keep Me In Mind (1973.)
- Top of the World (1973.)
- What a Man My Man Is (1974.)
- I've Never Loved Anyone More (1975.)
- All the King's Horses (1976.)
- Wrap Your Love All Around Your Man (1977.)
- I Love What Love's Doing to Me/He Ain't You (1977.)
- Outlaw Is Just a State of Mind (1979.)
- Even Cowgirls Get the Blues (1980.)
- Back (1983.)
- What She Does Best (1988.)
- Cowboy's Sweetheart (1992.)
- The Bluegrass Sessions (2004.)
- Cowgirl (2006.)